# Сплюшка коста-риканська
Сплюшка коста-риканська (Megascops clarkii) — вид совоподібних птахів родини совових (Strigidae). Мешкає в Коста-Риці, Панамі і Колумбії.

## Опис
Довжина птаха становить 23-25 см, вага 125-190 г. Верхня частина тіла рудувато-коричнева, поцяткована чорними плямами. Задня частина шиї охриста, на плечах біла смуга з чорними краями. Крила і хвіст темно-коричневі, поцятковані світлими рудувато-коричневими смугами. Нижня частина тіла блідо-коричнева з рудуватим або охристим відтінком. Верхня частина грудей білуваті, нижня частина грудей і живіт поцятковані темно-рудувато-коричневими або чорнуватими смугами. Лицевий диск охристий з темними краями. Очі жовті, дзьоб зеленувато-сірий або сизувато-сірий, лапи жовті, оперені на 2/3, пальці жовтувато-рожеві, кігті темні. Голос — короткі серії низьких посвистів, друга або третя нота в яких найбільш гучна.

## Поширення і екологія
Коста-риканські сплюшки мешкають в горах Коста-Рики і західної Панами, а також в горах на кордоні Панами і Колумбії. Вони живуть у вологих гірських і хмарних тропічних лісах, на узліссях і галявинах, на висоті від 900 до 3300 м над рівнем моря. Ведуть нічний спосіб життя, день проводять в густих кронах дерев. Зустрічаються невеликими сімейними зграйками. Живляться великими комахами, дрібними гризунами і землерийками. Сезон розмноження триває з лютого по травень. Гніздяться в дуплах дерев.